# Adélaïde Yemeniz
Jeanne-Marie-Adélaïde Yemeniz (née Rubichon le 11 mai 1802 à Lyon et morte le 10 avril 1860 à Fontaines-sur-Saône) est une dame de lettres, animatrice d'un salon littéraire et une dame d'œuvre lyonnaise. 

## Biographie
Adélaïde est la fille d'un négociant lyonnais d'origine dauphinoise, et par sa mère liée à la famille Bruyset-Ponthus, libraires-éditeurs catholiques et royalistes. Elle reçoit une éducation littéraire poussée, ouverte sur la littérature étrangère mais hostile au siècle des Lumières.
En 1819, elle épouse Nicolas Yemeniz, soyeux lyonnais d'origine grecque. Elle fréquente régulièrement son oncle Maurice Rubichon, catholique traditionaliste qui tient un salon à Paris où Adélaïde rencontre plusieurs personnages importants du monde catholique, tels Montalembert, Berryer ou Lamennais, dont elle est proche. Celui-ci devient un directeur de conscience lui permettant de surmonter les contradictions entre les plaisirs de la vie mondaine et la foi catholique. 
Elle et son époux s'installent en 1830 à Lyon. Elle pratique alors régulièrement les visites charitables et aide Jeanne-Françoise Garnier-Chabot à fonder l'œuvre du Calvaire,.
Elle tient entre 1830 et 1860 un célèbre salon littéraire lyonnais dans un appartement rue Auguste Comte, puis à l'hôtel de Cuzieu, au 30, rue Sainte-Hélène, seul salon capable de rivaliser avec les salons parisiens et plus brillant salon lyonnais de cette époque. « cultivée (elle pratique trois langues, outre le français et le latin), forte de son autorité morale, pourvue de l'aisance et du vernis acquis à Paris, elle a les qualités nécessaires pour en tenir un, brillant ». Ce salon est d'obédience catholique et légitimiste, et à tendance politique libérale. Il accueille le président de la Chambre des députés Paul Sauzet, Aymon de Virieu, le Dr Terme, maire de Lyon, le Dr Richard de Laprade, Antoine Mollière, Louis Janmot, Guillaume-Alfred Heinrich, Dareste de la Chavanne ou le poète Victor de Laprade. Si le salon est relativement ouvert, certaines personnalités à la fidélité impériale eurent du mal à se faire accepter, tel le maréchal de Castellane. Parmi les invités de passage à Lyon il y eut Prosper Mérimée, Charles de Montalembert ou, plus surprenant, Louise Colet.
Son royalisme la pousse en 1832, durant l'opération de la duchesse du Berry, à abriter Berryer et quelques conspirateurs. 
Elle publie quelques ouvrages à la qualité littéraire limitée.
Elle est la grand-mère de la peintre Thérèse Yemeniz.

## Œuvres
- Préceptes pour la première enfance, Lyon, Périsse Frères, 1837
- Un esprit fort, Lyon, Louis Perrin, 1850
- Une douleur, Paris, C. Douniol, 1851
- Un million, nouvelle, Lyon, impr. de L. Boitel, 1851
- Recueil d'opuscules en vers et en prose, Lyon, Louis Perrin, 1860